# 衛星雪原
71°28′S 69°45′W / 71.467°S 69.750°W
衛星雪原（英語：Satellite Snowfield）是南極洲的雪原，位於亞歷山大一世島中南部，處於沃爾頓山脈東南面，由英國南極名稱諮詢委員會命名，現時由南極條約體系管理。